# Was passiert, wenn’s passiert ist
Was passiert, wenn’s passiert ist (Originaltitel What to Expect When You’re Expecting) ist eine US-amerikanische Liebeskomödie von Kirk Jones nach dem Drehbuch von Shauna Cross und Heather Hach, basierend auf dem Schwangerschaftsführer What to Expect When You’re Expecting. Der Film lief ab dem 20. Dezember 2012 in den deutschen Kinos. US-Premiere war am 18. Mai 2012. Die Hauptrollen spielen u. a. Cameron Diaz, Jennifer Lopez, Elizabeth Banks, Chace Crawford, Anna Kendrick, Matthew Morrison und Rodrigo Santoro. Der Film hat viele prominente Gastauftritte wie den NBA-Spieler Dwyane Wade, den ehemaligen The Hills-Star Whitney Port, Will & Grace-Star Megan Mullally, Girls Aloud-Mitglied und The X Factor-Jury Cheryl Cole, So You Think You Can Dance-Choreograph und Gast-Juror Tyce Diorio und Taboo von den The Black Eyed Peas.

## Handlung
Die Geschichte folgt fünf Paaren aus Atlanta, welche die „Freuden des Geburtprozesses“ durchleiden. Ramsey und Skyler sind verheiratet. Ramseys Sohn Gary ist mit Wendy verheiratet. Skylers Cousine Rosie hat eine komplizierte Beziehung zu Marco. Gary war bei Jules „Abspeckprogramm“ dabei. Diese erwartet nun von ihrem Wettbewerbspartner einer Tanzshow ein Baby. Und schließlich noch Wendys Fotografin Holly, die mit Alex verheiratet ist und auf Wendys Vorschlag hin Familienfotograf für Skyler wird.

## Charaktere
- Jules Baxter: Teilnehmerin einer Tanzshow für Prominente und Moderatorin einer Abspeck-Show, sie wird von ihrem Tanzpartner Evan schwanger
- Holly: adoptiert nach langen Diskussionen mit ihrem widerwilligen Mann Alex ein Baby aus dem Ausland
- Wendy Cooper: Garys Ehefrau, die nach zweijährigen Versuchen von ihm schwanger wird
- Marco: schläft mit seiner High-School-Flamme Rosie, nachdem die beiden sich mit ihren Imbisswagen gegenseitig Konkurrenz gemacht haben
- Skyler Cooper: wird von ihrem doppelt so alten Mann Ramsey mit Zwillingen schwanger
- Rosie: wird nach einem One-Night-Stand mit ihrer alten Flamme Marco unerwartet schwanger und hat eine Fehlgeburt
- Evan Webber: war Jules’ Tanzpartner und ist der Vater ihres Babys
- Ramsey Cooper: Ehemann von Skyler und Garys Vater
- Vic Mac: Gründer der „Dude Group“, hat vier Kinder
- Alex: Hollys Ehemann, der in der Musikbranche arbeitet und für Kinder noch nicht bereit ist
- Gary Cooper: Wendys Ehemann und Ramseys Sohn
- Gale: ein neuer Vater, der sich Vics „Dude Group“ aus dem Park anschließt
- Craig: ein Vater, der sich Vics „Dude Group“ anschließt
- Patel: ein Vater aus Vics „Dude Group“
- Davis: ein athletischer Frauenheld und das Idol der Mitglieder der „Dude Group“
- Janice: Mitarbeiterin von Wendys „Breast Choice Boutique“
- Kara: Hollys Mitarbeiterin und Freundin
- Molly: Rosies Mitbewohnerin, die sie unterstützt
- Courtney: weitere Mitbewohnerin von Rosie

## Synchronisation
Die deutschsprachige Synchronisation entstand durch die Interopa Film nach einem Dialogbuch von Tobias Neumann unter der Dialogregie von Frank Schaff.
| Rolle          | Darsteller           | Deutscher Sprecher |
| -------------- | -------------------- | ------------------ |
| Jules          | Cameron Diaz         | Katrin Fröhlich    |
| Holly          | Jennifer Lopez       | Natascha Geisler   |
| Wendy          | Elizabeth Banks      | Debora Weigert     |
| Marco          | Chace Crawford       | Sebastian Schulz   |
| Skyler         | Brooklyn Decker      | Julia Kaufmann     |
| Gary           | Ben Falcone          | Christian Gaul     |
| Rosie          | Anna Kendrick        | Anne Helm          |
| Evan           | Matthew Morrison     | Sven Hasper        |
| Ramsey         | Dennis Quaid         | Thomas Danneberg   |
| Vic            | Chris Rock           | Oliver Rohrbeck    |
| Alex           | Rodrigo Santoro      | Frank Schaff       |
| Davis          | Joe Manganiello      | Tobias Kluckert    |
| Gabe           | Rob Huebel           | Norman Matt        |
| Craig          | Thomas Lennon        | Axel Malzacher     |
| Patel          | Amir Talai           | David Turba        |
| Janice         | Rebel Wilson         | Julia Ziffer       |
| Hutch Davidson | Jesse Burch          | Rainer Fritzsche   |
| Klara          | Wendi McLendon-Covey | Silvia Mißbach     |
| Courtney       | Génesis Rodríguez    | Nadine Leopold     |
| Molly          | Mimi Gianopulos      | Shanti Chakraborty |

## Produktion
Was passiert, wenn’s passiert ist basiert auf dem Ratgeber-Buch „What to Expect When You’re Expecting“ von Heidi Murkoff und Sharon Mazel. Das Drehbuch wurde neu geschrieben und angepasst. Lions Gate Entertainment erwarb am 14. Januar 2010 die weltweiten Filmrechte von Phoenix Pictures.
Am 9. Juli 2011 fand ein offenes Casting für schwangere Frauen und Äthiopier statt. Die Dreharbeiten begannen am 19. Juli 2011 in Atlanta. Am 26. Juli wurde in „Midtown Atlanta“ in der Peachtree Street gedreht.
Der Film spielte an seinem ersten Wochenende 10.550.000 US-Dollar ein. Die erste Freigabe in Nordamerika, am 4. August 2012, erbrachte 41.152.203 US-Dollar, weitere 33.400.801 US-Dollar in den anderen Gebieten. Weltweit kamen Einnahmen von insgesamt 74.553.004 US-Dollar zusammen.

## Kritiken
Der Film erhielt sehr durchwachsene Kritiken. Bei Rotten Tomatoes erhält er ein 22-Prozent-Rating, basierend auf 132 überwiegend negativen Bewertungen von Filmkritikern.
Peter Travers vom Magazin Rolling Stone vergab eineinhalb Sterne und schrieb dazu, dass der Film „Erbrechen auslöse“ und lediglich die Besetzung Lob verdiene.
Matt Stevens von E! Online gab dem Film eine negative Bewertung und führte an, dass die Witze „offensichtlich“ sind und die „dramatischen Szenen von jeder Sitcom hätten sein können“.
Betsy Sharkey von der Los Angeles Times kritisierte die Verwirrung durch die schnellen Bildwechsel sowie die Details der Schwangerschaft von fünf Paaren und schrieb: „Anstatt die Hintergründe zu erklären, wird der Film noch verwirrender aufgebläht“.
Joe Neumaier von den New York Daily News gab dem Film einen Stern und schrieb: „Du weißt genau, was du vom Großteil von ,Was passiert, wenn’s passiert ist‘ erwartest. Was du nicht erwartest, ist, wie schlecht fast alles davon ist.“ Er nannte die Szene, in der Jennifer Lopez’ Charakter nach Äthiopien reist und das Kind sieht, das sie adoptieren wird, den bewegendsten Moment im Film.
Laut dem Lexikon des internationalen Films handelt es sich bei dem Film um „eine lose Anekdotensammlung rund um fünf Paare in mehr oder weniger froher Hoffnung, die unverbindlich bleibt und selbst minimale Unterhaltungsansprüche kaum befriedigt“.

## Auszeichnungen
Goldene Himbeere 2013
- Zwei Nominierungen in der Kategorie Schlechteste Nebendarstellerin für Brooklyn Decker und Jennifer Lopez